# Gran Premi de Sakhir del 2020
El Gran Premi de Sakhir (anomenat com a Formula 1 Rolex Sakhir Grand Prix) fou la setzena prova de la temporada 2020 de Fórmula 1. Aquesta cursa es va disputar en els dies 4, 5 i 6 de desembre al Circuit de Bahrain, ubicat a Sakhir.
Va ser la segona vegada i consecutiva que la Fórmula 1 corria a Bahrain el 2020 i la primera que feia servir la variant exterior del traçat de Sakhir.
El mexicà Sergio Pérez va emportar-se en aquest Gran Premi la seva primera victòria com a pilot de Fórmula 1, seguit per Esteban Ocon (qui va obtenir el seu primer podi a la categoria) i Lance Stroll, segon i tercer respectivament.

## Prèvia
El pilot brasiler Pietro Fittipaldi, net del bicampió de Fórmula 1 Emerson Fittipaldi, va fer el seu debut com a pilot oficial de la categoria de la mà de l'escuderia Haas F1 Team, substituint a Romain Grosjean, qui va patir un fort accident a la sortida al gran premi anterior.
Lewis Hamilton es va absentar del Gran Premi de Sakhir per donar positiu en Coronavirus. George Russell va ser l'escollit per substituir la baixa de l'heptacampió, al volant del W11. Jack Aitken va ser el substitut de George Russell a Williams durant aquest GP.

## Entrenaments Lliures
George Russell va ser el més ràpid a la primera sessió d'entrenaments lliures del cap de setmana, marcant un millor temps de 54,546 en la seva primera presa de contacte amb el Mercedes W11. Els Red Bull de Max Verstappen i Alexander Albon, van completar el top 3 en segon i tercer lloc respectivament. George va tornar a ser el més ràpid a la segona tanda d'entrenaments, marcant un millor registre de 54,064, seguit de Max Verstappen i Sergio Pérez Mendoza.
Max Verstappen es va quedar amb el millor registre dels tercers entrenaments, amb un 54,064 com a millor registre i el duo mercedista Valtteri Bottas i George Russell van quedar darrere l'holandès de l'Red Bull.

## Classificació
Mercedes va dominar la ronda classificatòria, aconseguint un 1-2 comandat per Valtteri Bottas. Max Verstappen va obtenir el tercer millor temps, com el millor pilot no Mercedes.

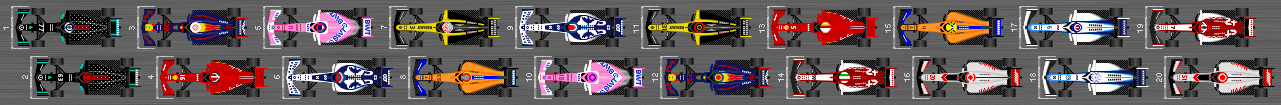
Resultats de la qualificació.

## Cursa
George Russell va prendre la punta de la cursa en els primers revolts, passant per davant del seu company d'equip Bottas. En el revolt quatre, Charles Leclerc va xocar contra Sergio Pérez i va provocar la seva propria retirada i el de Max Verstappen (el monegasc va ser sancionat per aquesta maniobra amb tres llocs a la graella de la següent carrera). Pérez va haver d'entrar a boxes i va quedar últim. Amb la sortida del cotxe de seguretat, els Mercedes lideraven la cursa i Carlos Sainz era tercer. Sainz es va col·locar temporalment endavant de Bottas.
A la vintena volta, Pérez ja estava dins el top 10. A la volta 44, els Mercedes lideraven sense encara parar, Pérez era tercer amb els pneumàtics mitjans que va col·locar en la primera volta i Alexander Albon quart sense haver parat. A la volta següent, Russell va aturar-se a boxes i quatre girs més tard, va entrar Bottas. El finlandès va sortir a vuit segons del seu company d'equip. A la volta 55, el Williams de Nicholas Latifi va tenir una falla i el canadenc va haver de retirar-se, causant un cotxe de seguretat. Al final d'aquest, Sainz i Ricciardo van parar a boxes, perdent diversos llocs. Poc després, a la volta 64, va sortir un nou cotxe de seguretat per l'incident del debutant Jack Aitken, qui es va despistar en sortida de la corba 10 i va haver d'entrar per canviar el seu aleró davanter. En aquest moment, Russell, Bottas i Pérez eren els tres primers. Però Mercedes va cridar a pits als seus dos pilots per a un doble "stack" i després d'una confusió de l'equip amb els pneumàtics, tant Russell com Bottas es van veure perjudicats. A la volta 69, es va rellançar la cursa, Pérez es va allunyar dels seus perseguidors més immediats: Esteban Ocon i Lance Stroll. Russell va adelantar a Bottas (qui va començar a perdre ritme), Stroll i Ocon per quedar segon. El britànic retallava temps al líder en cada volta, fins que en el gir 79 va ser cridat per l'equip a causa d'una punxada en un dels seus pneumàtics darrers.
Sergio Pérez va liderar les últimes 24 voltes de la cursa, i va aconseguir la seva primera victòria a la Fórmula 1 i la segona d'un pilot mexicà des que Pedro Rodríguez es quedés amb el triomf al GP de Bèlgica de 1970. La mitjana de velocitat del guanyador va ser de 202.513 km/h. Ocon va aconseguir el seu primer podi en la categoria i Stroll va tancar un doble podi per a Racing Point. En tant, l'escuderia britànica també va aconseguir el seu primer i ùnic triomf en F1 i el seu primer doble podi. Hores més tard, l'equip Mercedes va rebre una multa de €20.000 euros per la confusió amb els pneumàtics de Russell.

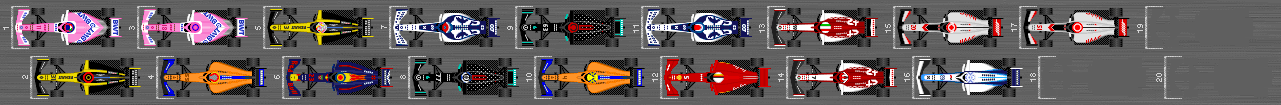
Resultats de la cursa.

## Classificació del campionat després de la cursa
| Pos.  | Pilot            | Punts |
| ----- | ---------------- | ----- |
| 1     | Lewis Hamilton   | 332   |
| 2     | Valtteri Bottas  | 205   |
| 3     | Max Verstappen   | 189   |
| 4     | Sergio Pérez     | 125   |
| 5     | Daniel Ricciardo | 63    |
| Font: |                  |       |

| Pos.  | Constructor               | Punts |
| ----- | ------------------------- | ----- |
| 1     | Mercedes                  | 540   |
| 2     | Red Bull Racing-Honda     | 282   |
| 3     | Racing Point-BWT Mercedes | 194   |
| 4     | McLaren-Renault           | 184   |
| 5     | Renault                   | 172   |
| Font: |                           |       |

- Nota: Només s'inclouen les cinc primeres posicions en les dues classificacions.